# Referèndum sobre la constitució de Letònia de 2008
El Referèndum sobre la constitució de Letònia de 2008 per tal de permetre que una dècima part del total de l'electorat registrat pogués iniciar un referèndum popular per dissoldre el parlament letó (Saeima), va tenir lloc a Letònia el 2 d'agost de 2008.

## Antecedents
Els moviments per iniciar el referèndum va començar a la tardor de 2007 en un moment de descontentament públic amb el govern que havia portat a les més grans protestes del carrer des de l'era postsoviètica. El referèndum sobre aquesta qüestió es va activar quan el Govern de Letònia i el primer ministre Ivars Godmanis va votar en contra d'un moviment d'oposició a adoptar aquest canvi a la Constitució, el que va repercutir en l'organització d'un referèndum a Letònia per llei. El president Valdis Zatlers i l'oposició d'esquerra eren a favor del referèndum, mentre que el govern estava en contra, argumentant que provocaria encara més inestabilitat a un país que havia tingut tretze governs en els divuit anys transcorreguts des de la independència. Almenys la meitat del total registrat de l'electorat -és a dir, més de 757.607- havia d'aprovar la proposta de referèndum perquè aquest fos vàlid. El moviment per organitzar el referèndum va ser organitzat per la Confederació de Sindicats Lliures de Letònia.
Els resultats preliminars van indicar que un aclaparador 96% dels electors havien votat a favor de l'esmena, encara que solament prop del 40% de l'electorat total va votar a favor, el que significa que el referèndum no era vàlid. El bon resultat, encara que no fos per canviar directament la Constitució, malgrat tot, podria pressionar els polítics a adoptar una mesura similar.
En cas de ser aprovada, l'esmena hauria representat la primera vegada en un país de la Unió Europea on els votants havien pogut dissoldre el parlament nacional, un dret tradicionalment reservat per al cap d'Estat.

## Reaccions posteriors
Després de la votació, el president Valdis Zatlers va dir que el suport mostrat havia estat prou fort com per incitar el Parlament a adoptar esmenes similars. «Els drets de les persones per dissoldre el Parlament han de ser inclosos a la Constitució com més aviat millor». «Si el 40% ho desitja, el deure del Parlament és fer-ho possible». - Zatlers, citat per l'agència local de notícies BNS.